# Mar del Plata
Mar del Plata är en hamnstad i Argentina, belägen cirka 400 kilometer söder om huvudstaden Buenos Aires. Folkmängden uppgår till cirka 600 000 invånare. Det är en betydande turiststad med bland annat casino, marina och en cirka 10 kilometer lång sandstrand. Panamerikanska spelen 1995 anordnades på orten.